# A2高速公路 (奥地利)
A2高速公路（德語：Süd Autobahn A2），又稱南方高速公路，是奧地利一條高速公路，連接首都維也納以及接壤義大利邊境的阿諾爾德施泰因，中間經過格拉茨、克拉根福等主要城市，並經A23高速公路可連接到帕爾馬諾瓦。全長377公里，也該國最長的高速公路。
公路自1959年5月6日開工。1999年11月25日全面通車。公路是歐洲E55、E59和E66公路的一部份。